# Kevin Jepsen
Kevin Martin Jepsen (ur. 26 lipca 1984) – amerykański baseballista występujący na pozycji miotacza (relief pitchera), brązowy medalista Igrzysk Olimpijskich w Pekinie.

## Przebieg kariery
Jepsen po ukończeniu szkoły średniej został wybrany w 2002 roku w drugiej rundzie draftu przez Anaheim Angels i początkowo grał w klubach farmerskich tego zespołu. W sierpniu 2008 na igrzyskach olimpijskich, na których reprezentacja Stanów Zjednoczonych zdobyła brązowy medal, zagrał w czterech meczach. W MLB zadebiutował 8 września 2008 w meczu przeciwko New York Yankees.
W grudniu 2014 przeszedł do Tampa Bay Rays za Matta Joyce’a, zaś w lipcu 2015 do Minnesota Twins. Rok później powrócił do Tampa Bay Rays.
W lutym 2017 podpisał niegwarantowany kontrakt z Arizona Diamondbacks. W grudniu 2018 został zawodnikiem Texas Rangers.